# 西布施村
西布施村（にしふせむら）は、かつて富山県下新川郡にあった村。布施川の左岸（西側）に位置していた。
村名は中世当地一帯を布施郷と称していたことに由来する（東布施村、大布施村と同じ理由である）。

## 沿革
- 1889年（明治22年）4月1日 - 町村制の施行により、下新川郡小川寺村、蛇田村、長引野新村、長引野又新村、布施爪村、黒沢村及び大沢村の区域をもって、下新川郡西布施村が発足する。
- 1952年（昭和27年）4月1日 - 下新川郡魚津町、道下村、片貝谷村、加積村、経田村、天神村、上中島村、下中島村、西布施村、上野方村、下野方村及び松倉村が合併して、魚津市が発足する。なお、西布施村は将来、隣接し繋がりの深い東布施村も合併されるという条件付きで魚津市との合併に同意したという経緯がある[3]。

### 村役場の変遷
当初は小川寺心蓮坊の向かい側にあったが、後に仁王様の横、長引野方面に至る県道の宮津側の産業組合倉庫の事務室に同居した。その後小川寺尋常小学校旧校舎（後に西布施公民館が立地）の跡に学校建物の一部を改修して役場に充てていた。
魚津市へ合併した後、旧村役場は西布施支所→西布施出張所→西布施連絡所を経て、1977年2月1日、光学坊敷地に一部侵入した形で新公民館が竣工。連絡所も同地に移転した。

## 歴代村長
出典→
1. 山田一久（1889年7月12日 - 1893年7月11日）
2. 入井政一（1893年10月9日 - 1895年9月28日）
3. 藤岡登（1896年3月2日 - 1906年4月1日）
4. 坂本五兵衛（1906年5月15日 - 1907年3月30日）
5. 大森憲一（1907年4月5日 - 1914年5月20日）
6. 藤岡登（1914年9月29日 - 1918年7月28日）
7. 紙谷竹次郎（1918年8月16日 - 1924年9月12日）
8. 高島耕文（1924年10月8日 - 1928年10月7日）
9. 大浦秀（1928年10月9日 - 1932年10月8日）
10. 佐々木半右衛門（1932年10月13日 - 1933年3月3日）
11. 川上善太郎（1934年2月13日 - 1934年7月6日）
12. 本井鉄蔵（1934年8月3日 - 1937年7月6日）
13. 高島耕文（1937年8月3日 - 1940年2月14日）
14. 入井政憲（1940年3月14日 - 1946年6月7日）
15. 本井鉄蔵（1947年4月5日 - 1951年4月4日）
16. 吉井久太郎（1951年4月13日 - 1952年4月1日）